# Big Buck Bunny
Big Buck Bunny (tên mã: Peach) là một bộ phim hoạt hình ngắn được sản xuất bởi Blender Foundation. Phim được xây dựng bằng phần mềm đồ họa 3D miễn phí Blender. Bộ phim được phát hành miễn phí theo giấy phép Creative Commons.

## Nội dung
Nhân vật chính là một con thỏ lớn và đồ sộ bất thường ("Big Buck Bunny"), mà lúc đầu hiền lành và thích hoa và bướm. Tuy nhiên, khi các con sóc bay Frank, con sóc Rinky và Chinchilla Gamera xuất hiện, tiêu diệt loài bướm và ném thỏ Bunny với trái cây và các loại hạt, nó quyết định từ bỏ sự hiền lành của mình và tham gia trả thù các động vật gặm nhấm. Với mục đích này, nó lập các bẫy khác nhau....

## Hình ảnh

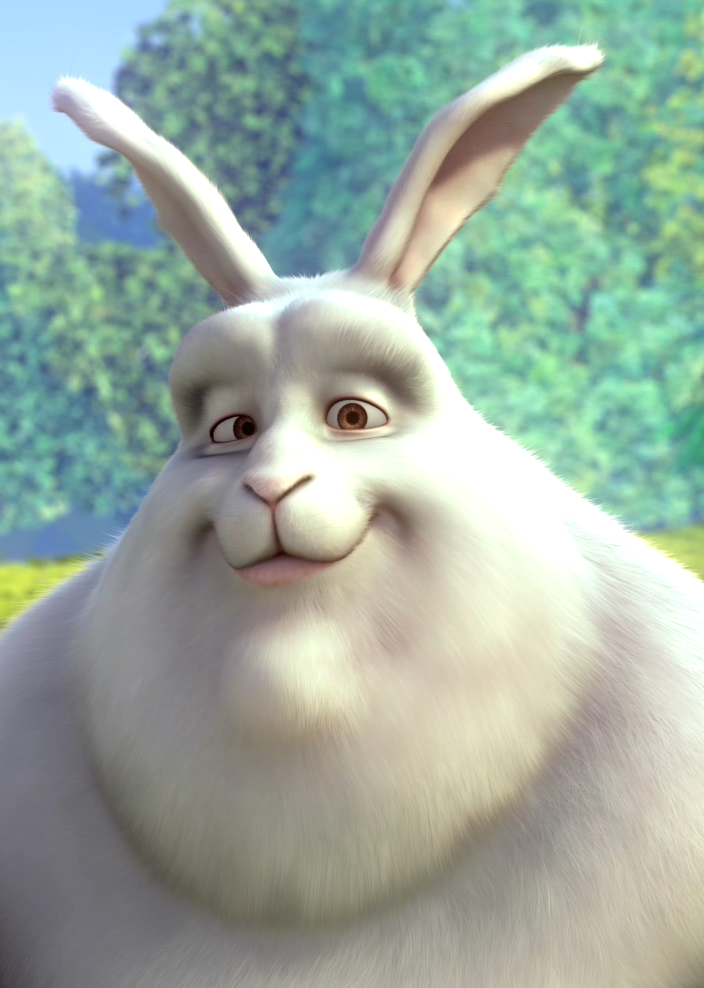
Nhân vật chính „Bunny"
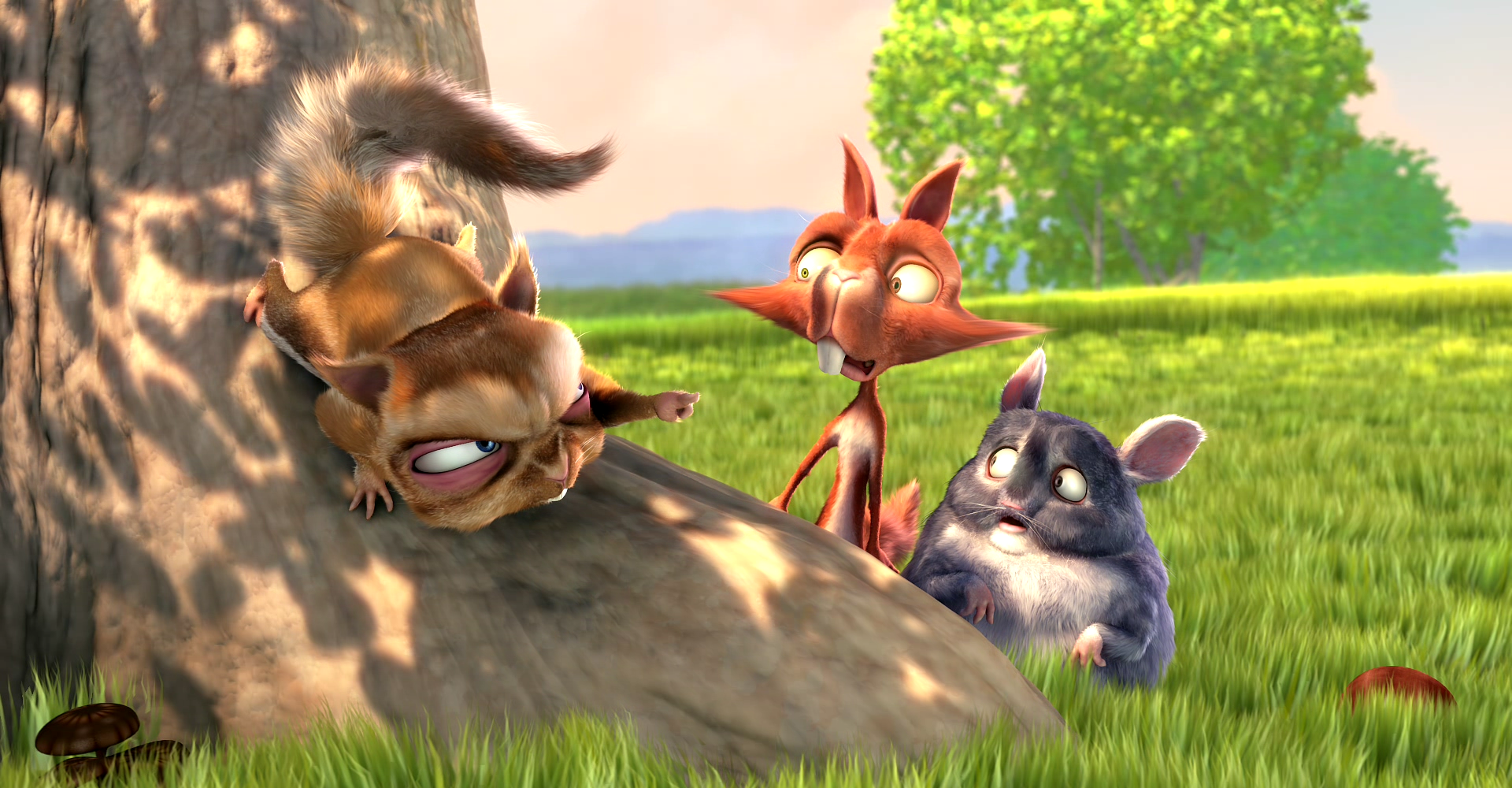
Frank, Rinky và Gamera
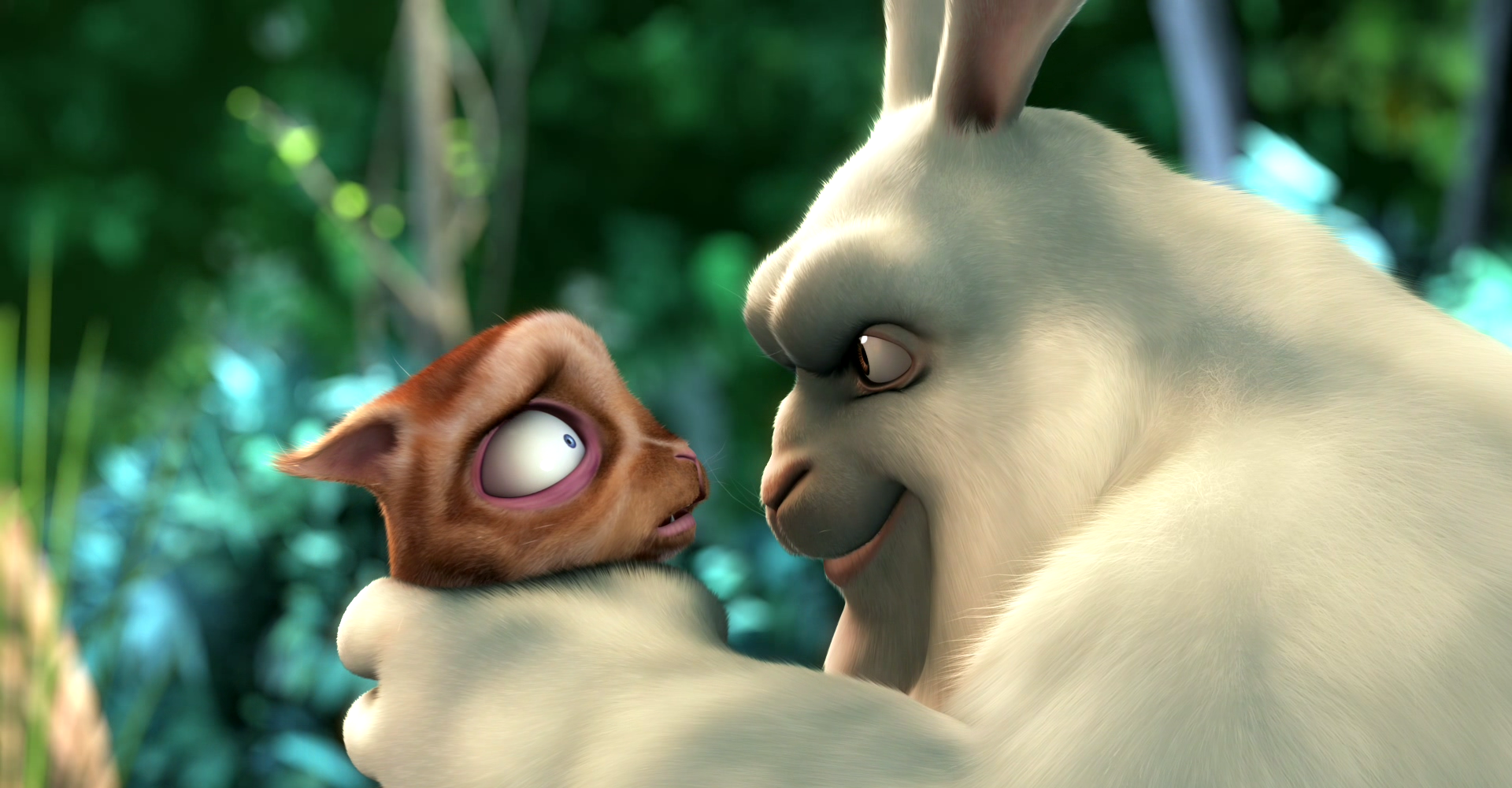
Cảnh cuối, khi Bunny bắt Frank
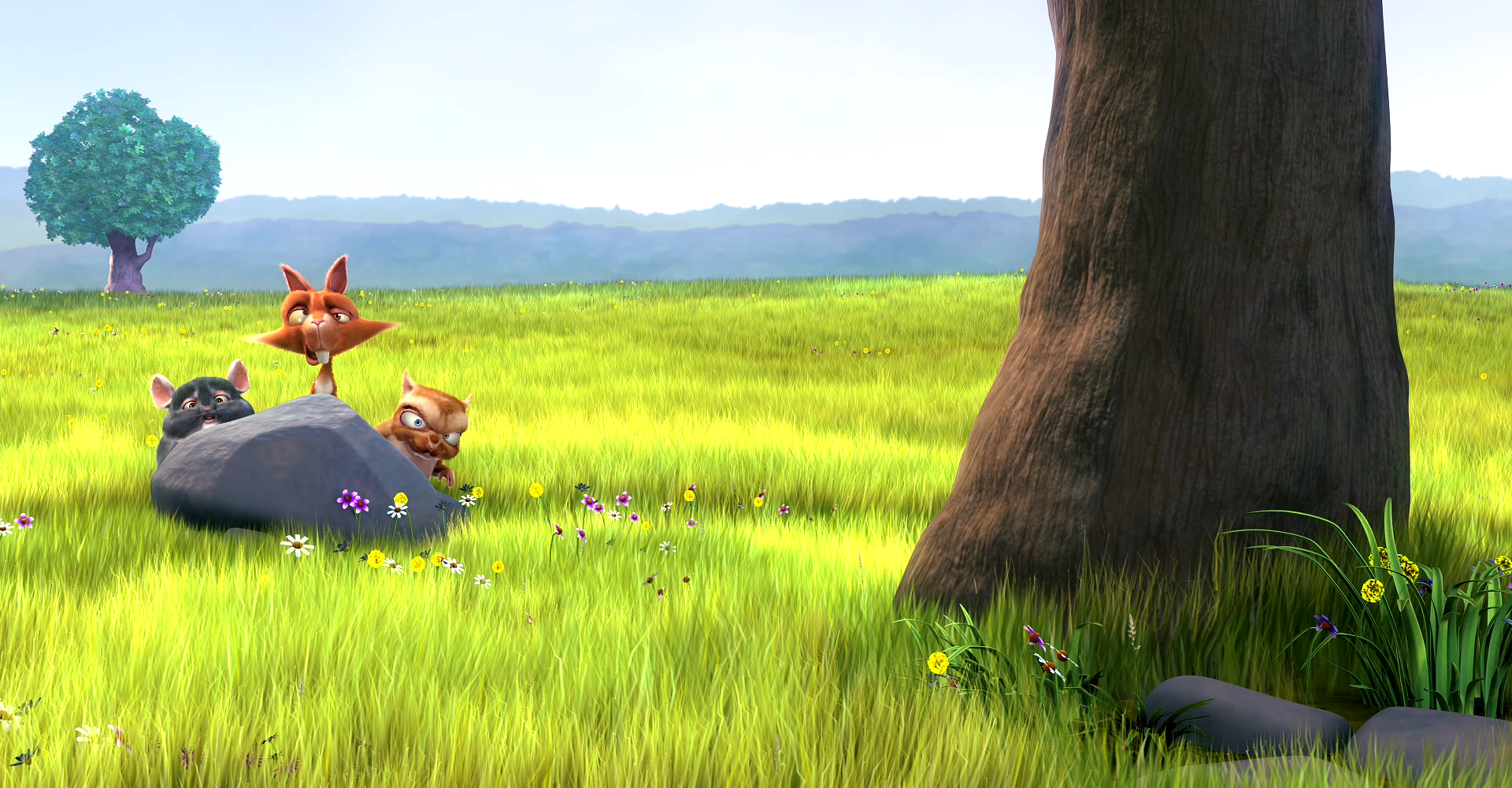
Phong cảnh
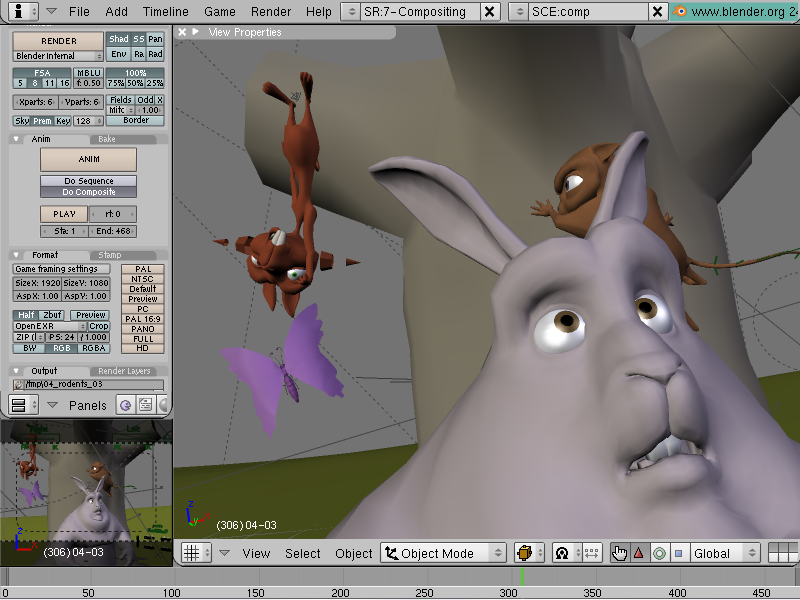
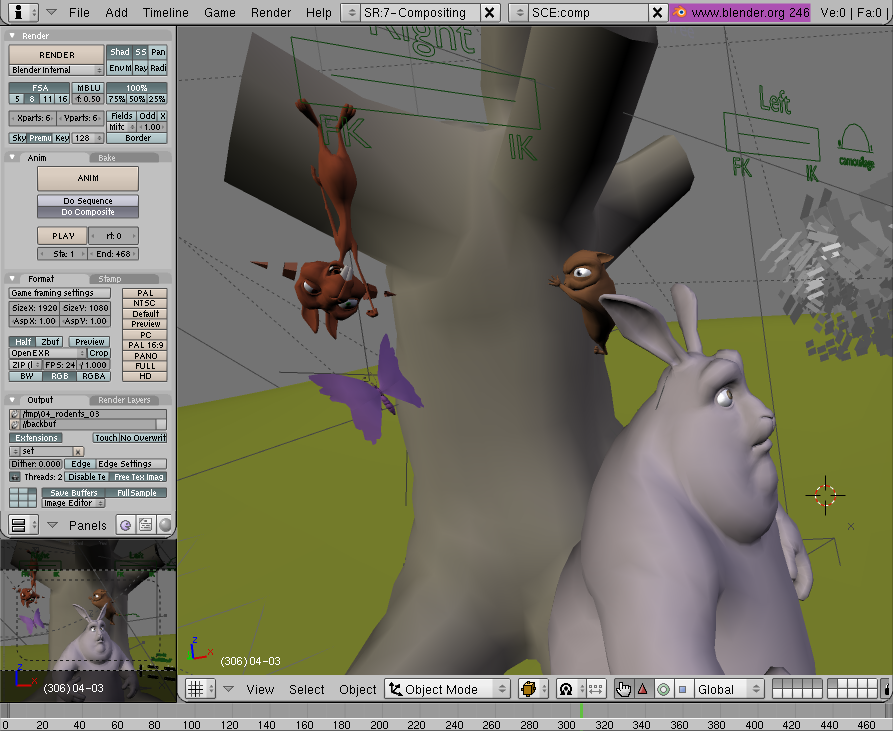
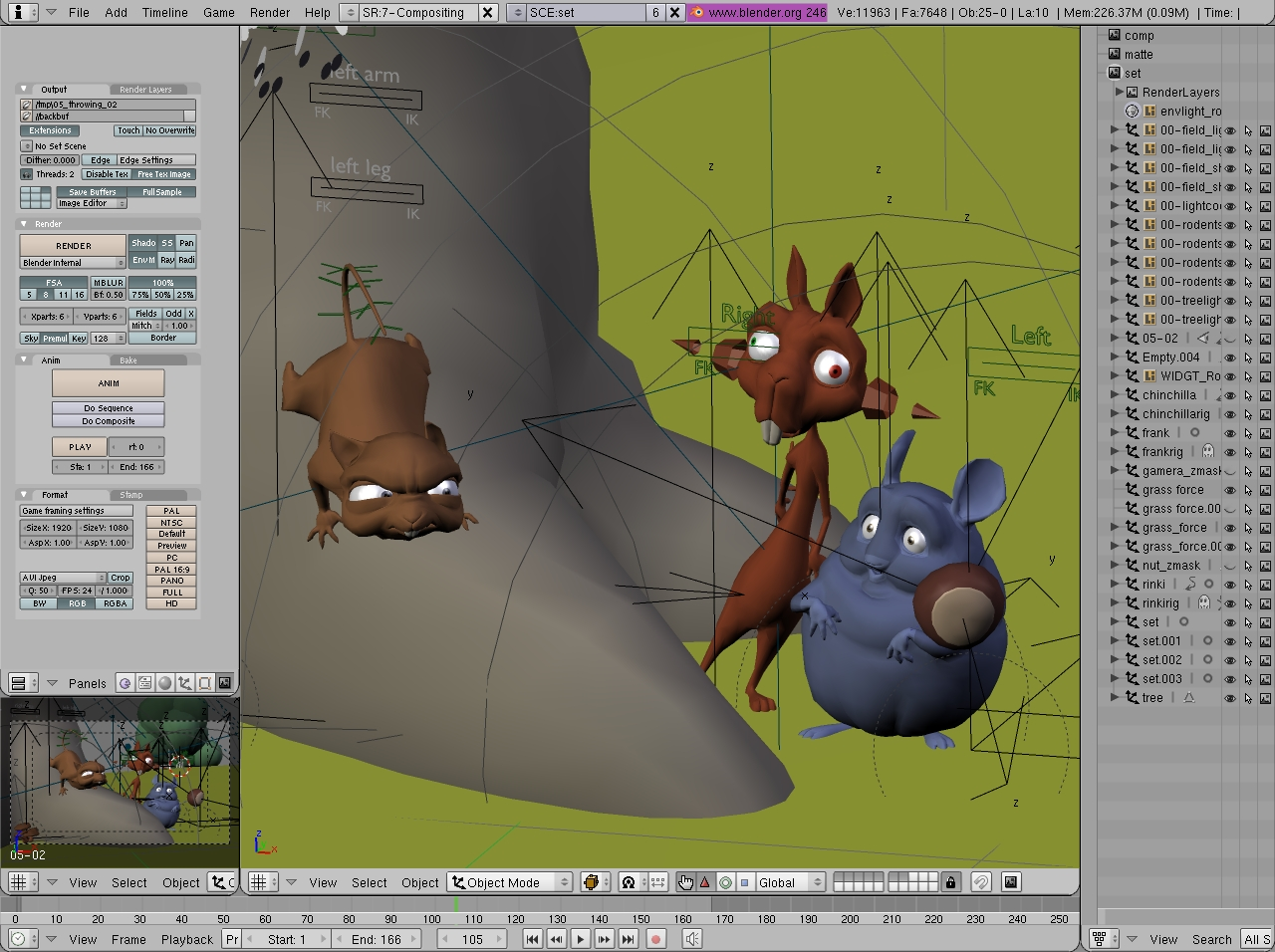